# 小林祐三
小林 祐三（こばやし ゆうぞう、1985年11月15日 - ）は、東京都羽村市出身の元プロサッカー選手。現役時代のポジションはディフェンダー（右サイドバック）。

## 来歴
東京都羽村市に生まれ五歳からサッカーを始める。中学時に祖父母の住む埼玉県熊谷市に転居、上里FCに入団する。そこではクラブチームの埼玉県選抜に選ばれブラジル遠征に参加した。各年代の日本代表に招集される。静岡学園高校所属の2003年には2005 FIFAワールドユース選手権オランダ大会に向けたU-18日本代表に選出され、アジア1次予選、2004年アジア最終予選、そして2005年ワールドユース本大会にレギュラーとして出場する。本大会では本田圭佑とボランチを組むこともあった。2004年、複数のオファーの中から、高校の2年先輩である永田充、1年先輩の谷澤達也ら同高校出身の選手が所属する柏レイソルに入団。1年目から試合に出場するが、レギュラーをつかむまでには至らなかった。チームはJ1最下位の16位に終わり、入れ替え戦でかろうじてJ1に残留する。
2005年、DFラインに永田、波戸康広らがいる上に、ヴィッセル神戸から土屋征夫が加わり、レギュラーを獲ることが一層厳しくなるが、持ち前のユーティリティーさを生かし、負傷者や出場停止者の穴を埋めるべく試合に出場。しかし、久々の出場機会で前半45分で相手選手をペナルティーエリア内で倒し一発退場の判定を受け、号泣する姿を見せた。個人としてはワールドユースオランダ大会の日本代表に選ばれ、レギュラーとして16強入りに貢献する。J1では、柏が18チーム中16位に終わり、2年連続の入れ替え戦となり、ここでヴァンフォーレ甲府に敗れJ2降格を経験。
2006年、J2降格に伴い永田、明神智和、波戸、土屋がチームを去り、開幕からレギュラーとして41試合に出場。岡山一成とともにチームのDFラインを牽引し、1年でのJ1復帰に貢献。年代別日本代表では、チーム事情、監督の交代（大熊清→反町康治）もあり、1試合に招集されるにとどまる（その招集された試合も負傷のため辞退）。
2007年、は新加入の古賀正紘と共にDFラインを形成、J1最少失点を争うほどの強固なDFとなる。年代別代表では控えや怪我人に替わって急きょ招集される事が多かった。
2008年、北京五輪メンバー選出はならなかったものの、柏ではCBのレギュラーに定着する。的確なカバーリングなどでチームの天皇杯準優勝に貢献。
2009年、シーズン当初はCBとして古賀正紘とコンビを組みスタメン出場を続けていたものの、同じポジションを争っていた近藤直也が怪我から復帰し安定したパフォーマンスを見せるようになると、CBのレギュラーを近藤に奪われる格好になり、右SBとして出場する機会が多くなる。この年を境に小林は方向性の変更を余儀なくされる。
2010年、チームが二度目のJ2降格を喫してしまったものの、チームに残留。前年に引き続き右SBとしてスタメン出場を続け、元々自身の武器でもあったスタミナとスピードを生かしたプレーにも磨きがかかり右SBの選手として完全に定着。CBからのコンバートが成功した一年となった。しかし右SBにはスタメンの座を争う村上佑介も居て、シーズン中盤には怪我明けの村上にスタメンを奪われるなど、激しいポジション争いの続く一年だったともいえる。
自身の環境を変えるため、オフシーズンに横浜F・マリノスへの移籍を表明。
2011年、移籍初年から右SBとしてレギュラーに定着。J1第27節に移籍後初ゴールをあげた。
2013年には天皇杯で自身初の優勝を経験。リーグ戦の活躍で優秀選手賞に輝いた。
2016年11月1日、横浜F・マリノスを契約満了で退団することが発表された。11月3日、J1リーグ2ndステージ第17節の浦和レッズ戦で史上90人目となるJ1通算300試合出場を達成した。12月30日、サガン鳥栖への加入が発表された。2020年はキャプテンを務めた。
2020年12月3日、プロ選手としては引退し、Criacao Shinjukuにて選手活動を継続することを発表。
2021年12月2日、当シーズン限りで現役を引退し、選手生活を終えることを発表。関東リーグ1部優勝、地域CL優勝とJFL・地域リーグ入れ替え戦での勝利など、Criacao ShinjukuのJFL昇格に貢献した。
12月5日、サガン鳥栖の強化担当への就任が発表された。株式会社Criacaoは12月末で退社し、社外パートナーとして引き続き事業に関わる。
2022年11月7日、サガン鳥栖のスポーツダイレクター就任が発表された。

## 人物
多趣味であることでも知られ、音楽、漫画、アニメ、ゲームに造詣が深い。
横浜FM所属時は2014年に当時選手会長をしていた中町公祐と共に選手会発のファン感謝イベント「Yokohama F・Marinos Night」を主宰し、DJを担当した。このイベントは小林が2016年末で退団した後も中町が退団する2018年まで続けられた。この他にもメディアによる企画でSpotify上にプレイリストを公開している。
また2021年11月末までの2年半に渡り、ポッドキャスト「TT LOUNGE FM」を立ち上げ、ゆかりのある選手や関係者との対談を配信していた。

## 所属クラブ
ユース経歴
- 1993年 - 1998年 松林少年SC
- 1999年 - 2001年 上里FC
- 2001年 - 2003年 静岡学園高等学校

プロ・アマ経歴
- 2004年 - 2010年  柏レイソル
- 2011年 - 2016年  横浜F・マリノス
- 2017年 - 2020年  サガン鳥栖
- 2021年  Criacao Shinjuku

## 個人成績
| 国内大会個人成績 | 国内大会個人成績 | 国内大会個人成績 | 国内大会個人成績 | 国内大会個人成績 | 国内大会個人成績 | 国内大会個人成績 | 国内大会個人成績 | 国内大会個人成績 | 国内大会個人成績 | 国内大会個人成績 | 国内大会個人成績 |
| 年度             | クラブ           | 背番号           | リーグ           | リーグ戦         | リーグ戦         | リーグ杯         | リーグ杯         | オープン杯       | オープン杯       | 期間通算         | 期間通算         |
| 年度             | クラブ           | 背番号           | リーグ           | 出場             | 得点             | 出場             | 得点             | 出場             | 得点             | 出場             | 得点             |
| 日本             | 日本             | 日本             | 日本             | リーグ戦         | リーグ戦         | リーグ杯         | リーグ杯         | 天皇杯           | 天皇杯           | 期間通算         | 期間通算         |
| ---------------- | ---------------- | ---------------- | ---------------- | ---------------- | ---------------- | ---------------- | ---------------- | ---------------- | ---------------- | ---------------- | ---------------- |
| 2004             | 柏               | 13               | J1               | 9                | 0                | 1                | 0                | 0                | 0                | 10               | 0                |
| 2005             | 柏               | 13               | J1               | 19               | 1                | 2                | 0                | 2                | 0                | 23               | 1                |
| 2006             | 柏               | 13               | J2               | 41               | 1                | -                | -                | 1                | 0                | 42               | 1                |
| 2007             | 柏               | 13               | J1               | 25               | 0                | 6                | 0                | 0                | 0                | 31               | 0                |
| 2008             | 柏               | 13               | J1               | 31               | 1                | 6                | 0                | 5                | 0                | 42               | 1                |
| 2009             | 柏               | 13               | J1               | 29               | 0                | 6                | 0                | 2                | 0                | 37               | 0                |
| 2010             | 柏               | 13               | J2               | 29               | 0                | -                | -                | 2                | 0                | 31               | 0                |
| 2011             | 横浜FM           | 13               | J1               | 32               | 1                | 4                | 0                | 5                | 0                | 41               | 1                |
| 2012             | 横浜FM           | 13               | J1               | 30               | 0                | 4                | 0                | 4                | 0                | 38               | 0                |
| 2013             | 横浜FM           | 13               | J1               | 33               | 0                | 9                | 0                | 5                | 0                | 47               | 0                |
| 2014             | 横浜FM           | 13               | J1               | 27               | 0                | 2                | 0                | 0                | 0                | 29               | 0                |
| 2015             | 横浜FM           | 13               | J1               | 32               | 2                | 3                | 0                | 3                | 0                | 38               | 2                |
| 2016             | 横浜FM           | 13               | J1               | 33               | 0                | 6                | 0                | 2                | 0                | 41               | 0                |
| 2017             | 鳥栖             | 13               | J1               | 19               | 0                | 1                | 0                | 2                | 0                | 22               | 0                |
| 2018             | 鳥栖             | 13               | J1               | 25               | 0                | 0                | 0                | 3                | 0                | 28               | 0                |
| 2019             | 鳥栖             | 13               | J1               | 16               | 0                | 1                | 0                | 0                | 0                | 17               | 0                |
| 2020             | 鳥栖             | 13               | J1               | 5                | 0                | 1                | 0                | -                | -                | 6                | 0                |
| 2021             | C新宿            | 51               | 関東1部          | 16               | 0                | -                | -                | 0                | 0                | 16               | 0                |
| 通算             | 日本             | 日本             | J1               | 365              | 5                | 52               | 0                | 33               | 0                | 450              | 5                |
| 通算             | 日本             | 日本             | J2               | 70               | 1                | -                | -                | 3                | 0                | 73               | 1                |
| 通算             | 日本             | 日本             | 関東1部          | 16               | 0                | -                | -                | 0                | 0                | 16               | 0                |
| 総通算           | 総通算           | 総通算           | 総通算           | 451              | 6                | 52               | 0                | 36               | 0                | 539              | 6                |

| 国際大会個人成績 | 国際大会個人成績 | 国際大会個人成績 | 国際大会個人成績 | 国際大会個人成績 |
| 年度             | クラブ           | 背番号           | 出場             | 得点             |
| AFC              | AFC              | AFC              | ACL              | ACL              |
| ---------------- | ---------------- | ---------------- | ---------------- | ---------------- |
| 2014             | 横浜FM           | 13               | 6                | 0                |
| 通算             | AFC              | AFC              | 6                | 0                |

その他の公式戦
- 2004年
  - J1・J2入れ替え戦 2試合0得点
- 2005年
  - J1・J2入れ替え戦 2試合0得点
- 2014年
  - スーパーカップ 1試合0得点
- 2021年
  - JFL・地域リーグ入れ替え戦 1試合0得点

## 代表歴
- U-20日本代表
  - 2005年 FIFAワールドユース
- U-22日本代表
  - 2007年 北京オリンピックサッカーアジア予選

## 指導歴
- 2020年福岡の少年サッカーのチームでたまにコーチをしに来てくれる
- 2022年 - 2024年4月 サガン鳥栖
  - 2022年 - 同年11月 強化担当
  - 2022年11月 - 2024年4月 スポーツダイレクター